# Hideaki Anno

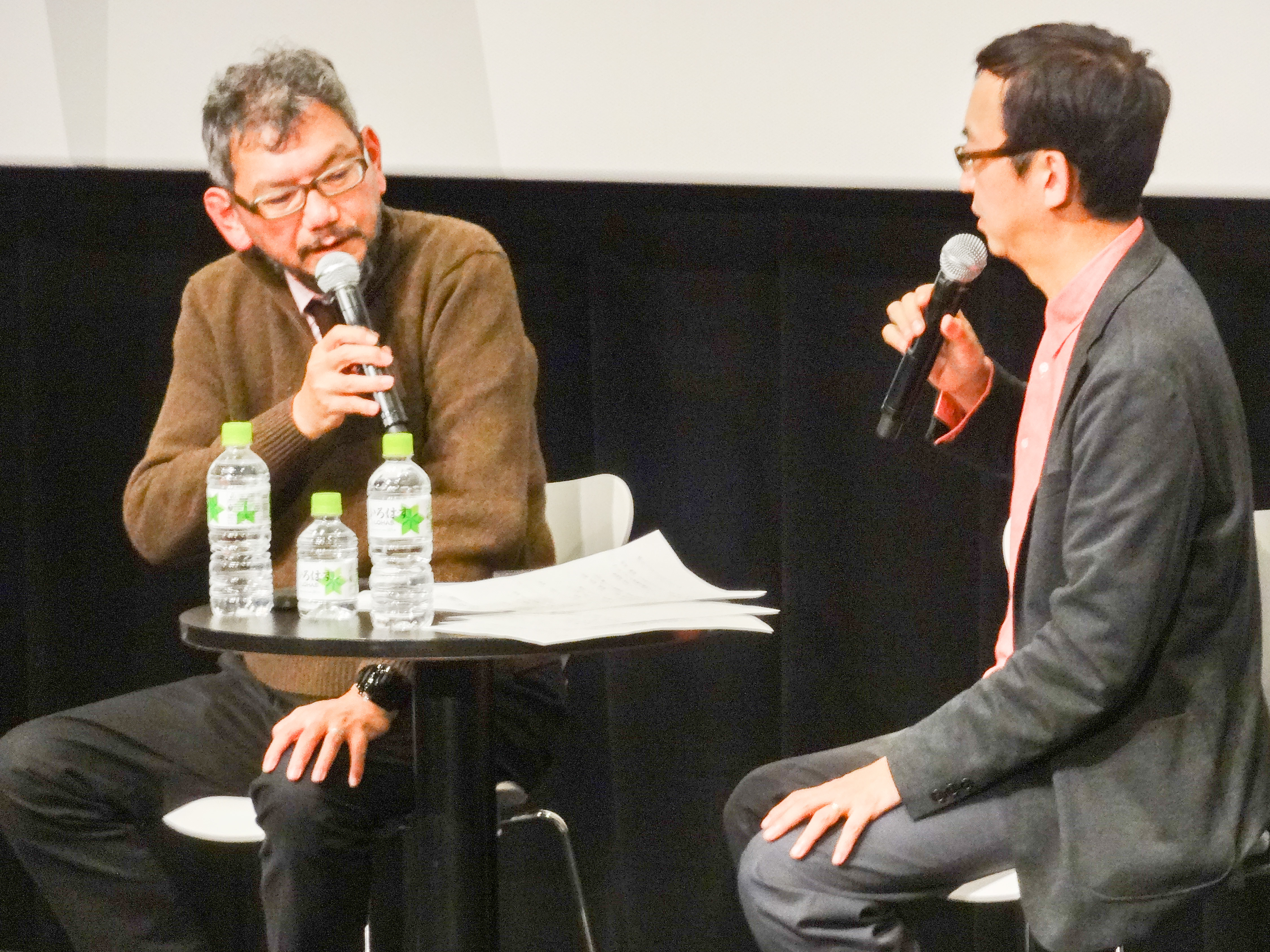
Anno (till vänster) med recensenten Ryūsuke Hikawa på Tokyo International Film Festival den 30 oktober 2014.

Hideaki Anno (japanska: 庵野 秀明, Anno Hideaki?), född 22 maj 1960 i Ube, är en japansk filmregissör och animatör. Han var chefsregissör på Gainax då de producerade Neon Genesis Evangelion, en serie som kommit att definiera hans postmodernistiska stil.
Han gifte sig 27 april 2002 med mangakan Moyoco Anno.

## Biografi

### Före Evangelion
Anno föddes i staden Ube. I gymnasiet blev han känd för sitt intresse i bildskapande och för sina kortfilmer för japanska kulturfestivaler. Han började sin karriär inom anime efter studier på Osaka konsthögskola, som animatör på serien The Super Dimension Fortress Macross (1982–83). Han ägnade mycket tid åt att producera inledningsanimationen för DAICON III och IV med några studiekamrater, tills han slutligen blev tvungen att avsluta sina studier på konsthögskolan.
Han deltog härnäst i produktionen av Hayao Miyazakis film Nausicaä från Vindarnas dal (1984). Miyazaki har fungerat som en mentor för Anno, men under 80- och 90-talet har deras relation varit skakig.
Därefter var Anno i december 1984 med och grundade animationsstudion Gainax. Där fungerade han som animationschef för studions första långfilm, Royal Space Force: The Wings of Honneamise (1987). Efter det följde Gunbuster (1988) och Fushigi no Umi no Nadia (engelska: Nadia: The Secret of Blue Water, 1990–91). Efter den sistnämnda serien gled Anno in i en djupare depression, som skulle komma att vara i fyra års tid.

### Neon Genesis Evangelion
Annos nästa projekt var TV-serien Neon Genesis Evangelion (Shin seiki evangerion, 1995–1996). Denna kom att bli en inflytelserik TV-serie med sin tematik och psykologiska djup i en science fiction-ram. Annos fyraåriga depression, som han senare dokumenterade på papper, färgade i viss mån av sig[källa behövs] på seriens psykologiska element. Under seriens gång fick Anno avsmak för den japanska otaku-livsstilen, som han beskrev som en form av (själv)påtvingad autism. Seriens intrig och tematik blev också allt eftersom mörkare och mer psykologiskt inriktad.

### Efter Evangelion
Efter Evangelion regisserade Anno 1998 en betydande del av anime-serien Kareshi kanojo no jijō (känd på engelska som His and Her Circumstances eller Kare Kano) – det första Gainax-verket direkt baserat på tidigare publicerat/skrivet material. Stridigheter med både TV-seriens sponsorer och originalmangans skapare slutade med att Anno lämnade projektet och att hans lärjunge Kazuya Tsurumaki (se FLCL) istället tog över.
Anno har regisserat flera långfilmer med skådespelare, bland annatCutie Honey (2004), en i jämförelse med Annos tidigare verk oväntat lättsint fantasy-/superhjältefilm. Han har även medverkat som skådespelare (biroller) i japanska långfilmer, exempelvis i Cha no aji från samma år. Under 2000-talet förbättrades hans relation med Miyazaki och de är numera vänner. Anno spelade huvudrollen i Miyazakis film Det blåser upp en vind. Hayao Miyazaki sa i ett uttalande 2014 att han ser Anno som sin efterträdare som ledarfigur inom anime-industrin.
Hidaki Anno har varit producent och medregissör på Rebuild of Evangelion, vilket är en kvartett filmer som är en ny version av Evangelion.
År 2017 var Anno medregissör till Shin Godzilla, en nyinspelning av den japanska klassikern Godzilla - monstret från havet.

## Utmärkelser
Asteroiden 9081 Hideakianno är uppkallad efter honom.

## Filmografi (som regissör)
- 1988 – Gunbuster (japanska: トップをねらえ!, Toppu o Nerae!?)
- 1990-91 – Nadia från de mystiska haven (jap: ふしぎの海のナディア; eng: Nadia: The Secret of Blue Water)
- 1995-96 – Neon Genesis Evangelion (japanska: 新世紀エヴァンゲリオン, Shin seiki evangerion?)
- 1997 – Evangelion: Death and Rebirth (japanska: 新世紀エヴァンゲリオン 劇場版 DEATH & REBIRTH シト新生, Shin seiki evangerion gekijō-ban: Shito shinsei?)
- 1997 – The End of Evangelion (japanska: 新世紀エヴァンゲリオン劇場版 Air/まごころを、君に, Shin seiki evangerion gekijō-ban: Air/Magokoro o, kimi ni?)
- 1998 – Kareshi kanojo no jijō (jap: 彼氏彼女の事情; eng: Kare Kano, His and Her Circumstances)
- 1998 – Love & Pop (japanska: ラブ&ポップ, Rabu & poppu?)
- 2000 – Shiki-jitsu (japanska: 式日, 'Ritualdagen'?) (ibland omnämnd som Ritual)
- 2002 – Anime tenchō (japanska: アニメ店長?)[8][9]
- 2004 – Cutie Honey (japanska: キューティーハニー, Kyūtī Hanī?)
- 2004 – Re: Cutie Honey (japanska: Re:キューティーハニー, Re: Kyūtī Hanī?)
- 2007 – Evangelion: 1.0 You Are (Not) Alone (japanska: ヱヴァンゲリヲン新劇場版: 序?)
- 2009 – Evangelion: 2.0 You Can (Not) Advance (japanska: ヱヴァンゲリヲン新劇場版: 破?)
- 2012 – Evangelion: 3.0 You Can (Not) Redo (japanska: ヱヴァンゲリヲン新劇場版: Q?)
- 2017 - Shin Godzilla